# Victoria Bidewell

 Victoria Bidewell  est une actrice canadienne née le 10 juillet 1978 à Saskatoon, dans la province de la Saskatchewan (Canada). Elle est connue pour ses rôles dans  Aliens vs. Predator: Requiem (2007) et Charlie, les filles lui disent merci  (2007).

## Filmographie

### Cinéma
- 2000 : Apparences : Beatrice
- 2007 : Charlie, les filles lui disent merci :  Holy Lover
- 2007 : Taming Tammy : Helen
- 2007 : Aliens vs. Predator: Requiem : Sue, la femme enceinte
- 2011 : Comforting Skin : Koffie
- 2014 : Black Fly : Eva
- 2014 : Thirty-One Scenes About Nothing : Diana
- 2015 : No Men Beyond This Point  : Mère
- 2016 : Toni Braxton, Unbreak my Heart  : Infirmière
- 2016 : Thirty-Seventeen  : Anita

### Télévision
- 2006 : Saved (série télévisée) : Joan (saison 1, épisode 9)
- 2007 : The L Word (série télévisée) : Infirmière (saison 4, épisode 1)
- 2007 : Supernatural (série télévisée) :  Molly Johnson (saison 3, épisode 8)
- 2011 : Fringe (série télévisée) : Anne (saison 4, épisode 6)
- 2012 : Mon amour de colo :  Erica Taft
- 2012 : L'Heure de la peur (R.L. Stine's The Haunting Hour ) : Mme Curran (saison 3, épisode 15)
- 2013 : Le cœur a ses raisons : Le Journal d'une institutrice :  La femme du Mineur
- 2014 : Arrow : La jeune mère (saison 2, épisode 22)
- 2015 : The Whispers : La mère de Kade (saison 1, épisode 11)
- 2015 : La folle histoire de la fête à la maison (The Unauthorized Full House Story) : Maîtresse d'école
- 2015 : Supernatural (série télévisée) :  Fran Hinkle  (saison 11, épisode 7)